# Garatéa-L
Garatéa-L é uma sonda espacial planejada pela empresa brasileira Airvantis com o apoio de instituições como o INPE, o IMT, o ITA, o LNLS/CNPEM, a PUC-RS, a UFSC, a USP e a USRA. Pretende ser a primeira missão brasileira no espaço profundo, assim como a primeira dirigida à Lua. Pretende-se que um nanossatélite seja posto em órbita por um lançador PSLV-C11 indiano no âmbito da missão Pathfinder, que tem a intenção de ser pioneira na exploração comercial do espaço profundo, através de uma parceria entre empresas privadas britânicas com a Agência Espacial Britânica e a ESA.

## Objetivos da missão
A sonda Garatéa-L pretende investigar as condições extremas do espaço para a vida, através da realização de testes que avaliarão os efeitos da exposição aos raios cósmicos de colônias bacterianas e tecido humano, contribuindo para a área de astrobiologia e medicina espacial. Como a sonda será colocada em uma órbita altamente excêntrica, também se planeja que ela colete imagens multiespectrais da bacia de Aiken, no lado afastado da Lua. Os responsáveis pela missão também desejam impulsionar o interesse dos estudantes brasileiros por carreiras relacionadas à ciência, tecnologia, engenharia e matemática (STEM, na sigla em inglês).

## Preparação e custos
Os preparativos para a missão se dão tanto na parte técnica quanto na financeira. No aspecto técnico se conta com a experiência no desenvolvimento de nanossatélites por parte do INPE e do ITA. Circuitos preparados para evitar os problemas com a radiação são trabalhados pelo IMT, enquanto o payload será desenvolvido pelo grupo Zenith-USP da EESC (USP). E por sua vez, as outras instituições (LNLS/CNPEM, IQ-USP, IO-USP, UFSC, o Centro de Pesquisa em Microgravidade da PUC-RS e o USRA-EUA) são responsáveis pelos experimentos que serão levados à cabo para realizar a pesquisa astrobiológica e de medicina em microgravidade.
Já a parte financeira se viabilizará mediante investimentos privados (patrocínio, royalties e eventuais patentes) e públicos (agências de fomento). O custo total estimado é de R$ 35 milhões. Em 2023, o satélite se encontra em processo de qualificação pela Agência Espacial Brasileira.

### Garatéa-ISS
Para estimular o interesse dos alunos brasileiros em áreas de ciência e tecnologia, o Projeto Garatéa se juntou ao Student Spaceflight Experiments Program para enviar experimentos de estudantes à EEI.
O primeiro experimento, chamado de Cimento Espacial, uma mistura de cimento com plástico reciclável para torná-lo mais habilitado para aplicação espacial, feito pelas escolas Dante Alighieri, EMEF Perimetral, Projeto Âncora, (São Paulo. Cotia), voou à estação na missão SpaceX CRS-15 de 2018, durante a Expedição 56, sendo a primeira vez que experimentos brasileiros foram realizados na estação desde a Missão Centenário.
O segundo experimento Capilaridade x Gravidade no processo de filtração feito por alunos do Ensino Médio do Instituto Federal de Santa Catarina, enviado em 2019 na missão SpaceX CRS-18 durante a Expedição 60, era um filtro que usava carbono ativado, baseado no "filtro de água baseado na moringa".
O terceiro experimento, do Colégio Regina Coeli (MT), que investigou como a molécula de lactose se comporta no espaço, foi enviado na missão SpaceX CRS-21 para a Expedição 64, em 2020.